# Consolidated TBY Sea Wolf
Consolidated TBY Sea Wolf là một loại máy bay ném bom ngư lôi của Hải quân Hoa Kỳ trong Chiến tranh thế giới II. Đối thủ cạnh tranh và có hình dạng rất giống nó là Grumman TBF Avenger, quá trình đưa Sea Wolf vào biên chế bị kéo dài nên nó không tham chiến, chỉ có 180 chiếc được chế tạo trước khi chương trình bị hủy bo sau ngày Nhật Bản đầu hàng hoàn toàn.

## Tính năng kỹ chiến thuật (TBY Sea Wolf)
Đặc điểm tổng quát
- Kíp lái: 3
- Chiều dài: 39 ft 2 in (11,95 m)
- Sải cánh: 56 ft 11 in (17,35 m)
- Chiều cao: 15 ft 6 in (4,72 m)
- Diện tích cánh: 440 ft² (40,88 m²)
- Trọng lượng rỗng: 11.366 lb (5.142 kg)
- Trọng lượng cất cánh tối đa: 18.448 lb (8.386 kg)
- Động cơ: 1 × Pratt & Whitney R-2800-6 Double Wasp, 2.000 hp (1.491 kW)

 Hiệu suất bay 
- Vận tốc cực đại: 306 mph (492 km/h)
- Tầm bay: 1.500 mi (2.414 km)
- Trần bay: 27.200 ft (8.290 m)

Trang bị vũ khí

- 4 × súng máy M2 Browning ,50 in (12,7 mm)
- 1 × súng máy M1919 Browning ,30 in (7,62 mm) M1919 Browning machine gun in ventral mount
- 2.000 lb (910 kg) bom hoặc 1 quả ngư lôi